# Jimmy Deenihan
James (Jimmy) Deenihan, irl. Séamus Ó Duibhneacháin (ur. 11 września 1952 w Listowel) – irlandzki polityk i nauczyciel, działacz Fine Gael, parlamentarzysta, w latach 2011–2014 minister. Utytułowany zawodnik futbolu gaelickiego, członek Gaelic Athletic Association.

## Życiorys
Z wykształcenia nauczyciel wychowania fizycznego, pracował w tym zawodzie. Kształcił się w St Michael's College oraz w
National College of Physical Education w Limerick. W latach 70. i 80. trenował futbol gaelicki, wywalczył liczne medale różnych rozgrywek w tej dyscyplinie. W 1981 otrzymał nagrodę GAA All Stars Award.
Zaangażował się w działalność polityczną w ramach Fine Gael. W 1982 bezskutecznie kandydował do Dáil Éireann, w 1983 zasiadł w Seanad Éireann z nominacji premiera. W 1987 po raz pierwszy uzyskał mandat Teachta Dála w okręgu Kerry North. Do niższej izby irlandzkiego parlamentu z powodzeniem ubiegał się o reelekcję w sześciu kolejnych wyborach (1989, 1992, 1997, 2002, 2007 i 2011). W latach 1985–1994 i 1999–2003 był równocześnie radnym hrabstwa Kerry. W partyjnych strukturach był m.in. rzecznikiem FG do spraw handlu i turystyki.
W grudniu 1994 w rządzie Johna Brutona został ministrem stanu (niewchodzącym w skład rządu) w departamencie rolnictwa. Pełnił tę funkcję do czerwca 1997. Pełnoprawnym członkiem gabinetu został w marcu 2011, kiedy to w pierwszym rządzie Endy Kenny’ego powierzono mu stanowisko ministra sztuki, dziedzictwa narodowego oraz Gaeltachtu. Urząd ten sprawował do lipca 2014. Po dokonanej rekonstrukcji w tym samym miesiącu został ministrem stanu w urzędzie premiera, gdzie zajmował się sprawami irlandzkiej diaspory. Stanowisko to zajmował do maja 2016. Wcześniej w wyborach w tym samym roku nie utrzymał mandatu deputowanego.